# Pseudeusemia niepelti
Pseudeusemia niepelti là một loài bướm đêm trong họ Geometridae.